# 达维德·迪韦罗利
达维德·迪韦罗利（義大利語：Davide Di Veroli，2001年8月18日—）生于罗马，是一名意大利男子击剑运动员，主攻重剑。他的姐姐Aurora和弟弟Damiano也都从事击剑项目，达维德也在七岁的时候受姐姐影响开始练习击剑。达维德同样也喜欢跳舞，他在五六岁时便和姐姐和弟弟一起学习跳舞，当初三人当作游戏来玩，他也曾一度希望进入跳舞学校。